# Xylocopa ordinaria
Xylocopa ordinaria är en biart som beskrevs av Smith 1874. Xylocopa ordinaria ingår i släktet snickarbin, och familjen långtungebin. Inga underarter finns listade i Catalogue of Life.